# Faro de Borj Nador
El faro de Borj Nador es un faro situado a 14 kilómetros al norte del puerto de Safi, Marrakech-Safí, Marruecos. Está gestionado por la autoridad portuaria y marítima del Ministère de l'équipement, du transport, de la logistique et de l'eau.

## Historia
Fue construido en 1946, pero puesto en servicio once años más tardes, en 1957. Está compuesto por una torre cilíndrica cuadrada pintado de blanco, con linterna verde y galería.